# Serrapetrona
Serrapetrona – miejscowość i gmina we Włoszech, w regionie Marche, w prowincji Macerata.
Według danych na rok 2004 gminę zamieszkiwały 894 osoby, 24,2 os./km².